# Kad zavoliš, pa izgubiš
Kad zavoliš, pa izgubiš är Marta Savićs sjätte studioalbum, utgivet år 1999 på Grand Production.

## Låtlista
1. Kad zavoliš, pa izgubiš (När du älskar, så förlorar du)
2. Umirem kraj tebe (Dö vid din sida)
3. Neka se nebo prolomi (Låt himlen bryta ut)
4. Život za dan (Livet i en dag)
5. Idem s'tobom (Jag ska gå med dig)
6. Odlazi ljubav (Få av kärlek)
7. Najbolji drug (Bästa vän)
8. Odlazim (Jag lämnar)
9. Nikog se ne tiče (Ingen berörs inte)
10. Bolujem (Jag lider)
11. Opet će ti malo biti (Återigen kommer du vara lite)
12. Srećo prokleta (Fan lycklig)